# Lessogorski
Lessogorski (finnois : Jääski, russe : Лесого́рский) est une commune urbaine dans l'isthme de Carélie dans le raïon de Vyborg en Russie.

## Géographie
Lessogorski est situé sur la rive gauche de la Vuoksi,  à proximité de la frontière entre la Finlande et la Russie. 
Lessogorski a une gare sur la ligne Kamennogorsk – Svetogorsk – Imatra.

## Démographie
De 1880 à 1940, son évolution démographique a été la suivante:
| Année      | 1880  | 1890  | 1900  | 1910  | 1920  | 1930   | 1940   |
| ---------- | ----- | ----- | ----- | ----- | ----- | ------ | ------ |
| population | 4 958 | 6 177 | 7 968 | 9 074 | 9 998 | 13 087 | 18 922 |

et de 1959 à 2010, elle a été la suivante :
| Année      | 1959  | 1970  | 1979  | 1989  | 2002  | 2010  | 2018  |
| ---------- | ----- | ----- | ----- | ----- | ----- | ----- | ----- |
| population | 5 330 | 4 938 | 4 798 | 3 744 | 3 004 | 3 273 | 3 208 |

## Histoire
La première mention écrite de Jääski est faite en 1323 dans le Traité de Nöteborg. 
Jusqu'en 1710, Jääski appartient à la Suède, elle est prise par la Russie durant la  Grande guerre du Nord.
Jusqu'en 1918, elle fait partie du gouvernement de Vyborg, qui en 1812 appartient au Grand-duché de Finlande sous le nom de Province de Viipuri. 
En 1918, la Finlande devient indépendante, et Jääski devient le centre administratif de la municipalité de Jääski.
À la fin de la guerre d'Hiver, la Finlande cède le territoire à l'Union soviétique par le Traité de Moscou. 
Entre 1941 et 1944, Jääski est récupéré par la Finlande durant la guerre de Continuation  mais il est à nouveau cédé à l'Union soviétique par l'Armistice de Moscou et le Traité de Paris de 1947. 
Une grande partie de la Province de Viipuri est cédée à l'URSS et une petite partie reste en  Finlande. 
Les zones restantes du côté finlandais ont été divisées en 1948 entre Joutseno, Ruokolahti et la ville nouvellement créée d'Imatra.
La population est évacuée en Finlande et des habitants de Russie centrale sont installés pour repeupler l'isthme de Carélie.

## Galerie

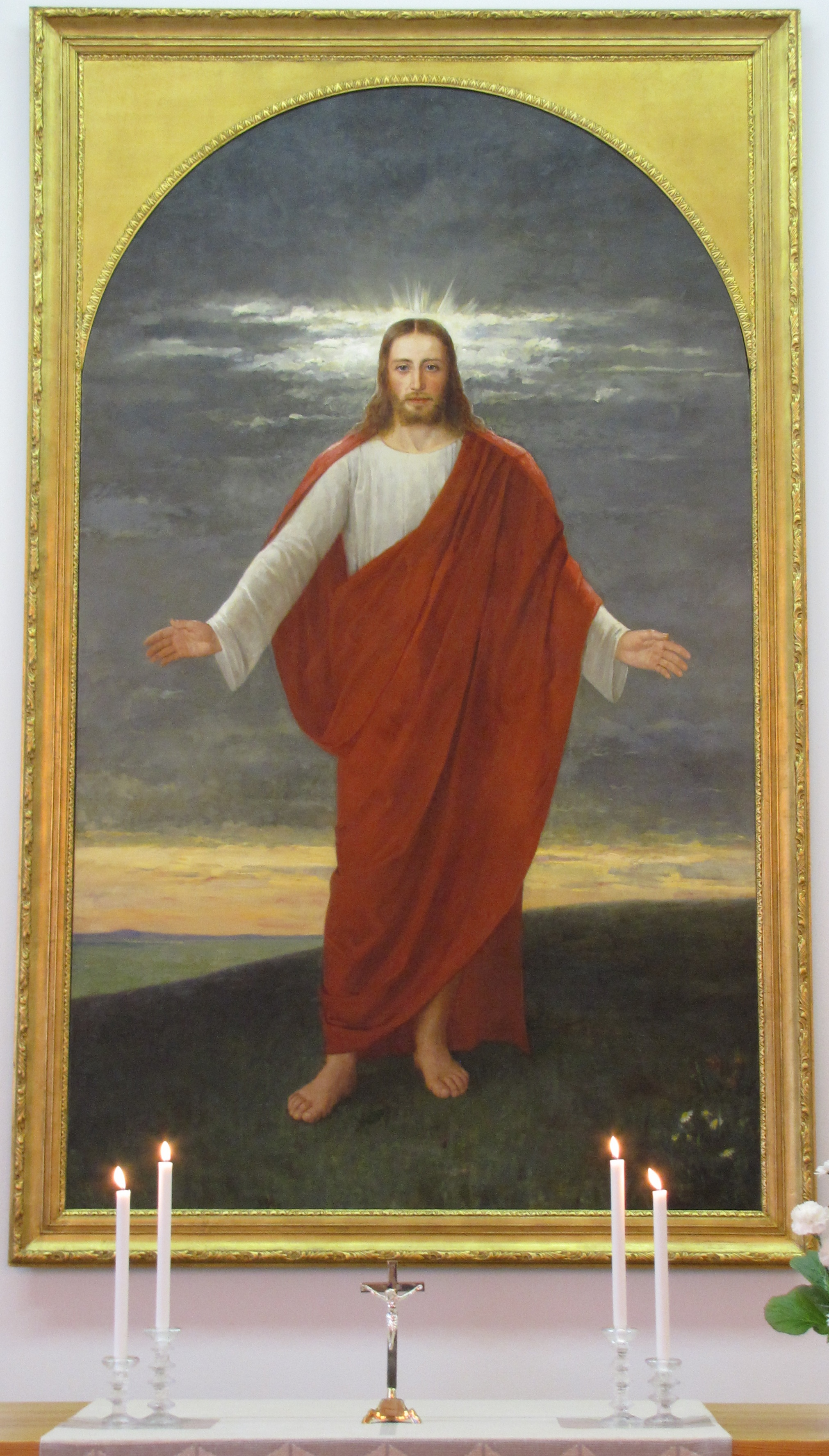
Retable de l'église de Jääski, peint par Arvid Liljelund et transféré vers l'Église d'Imatrankoski.
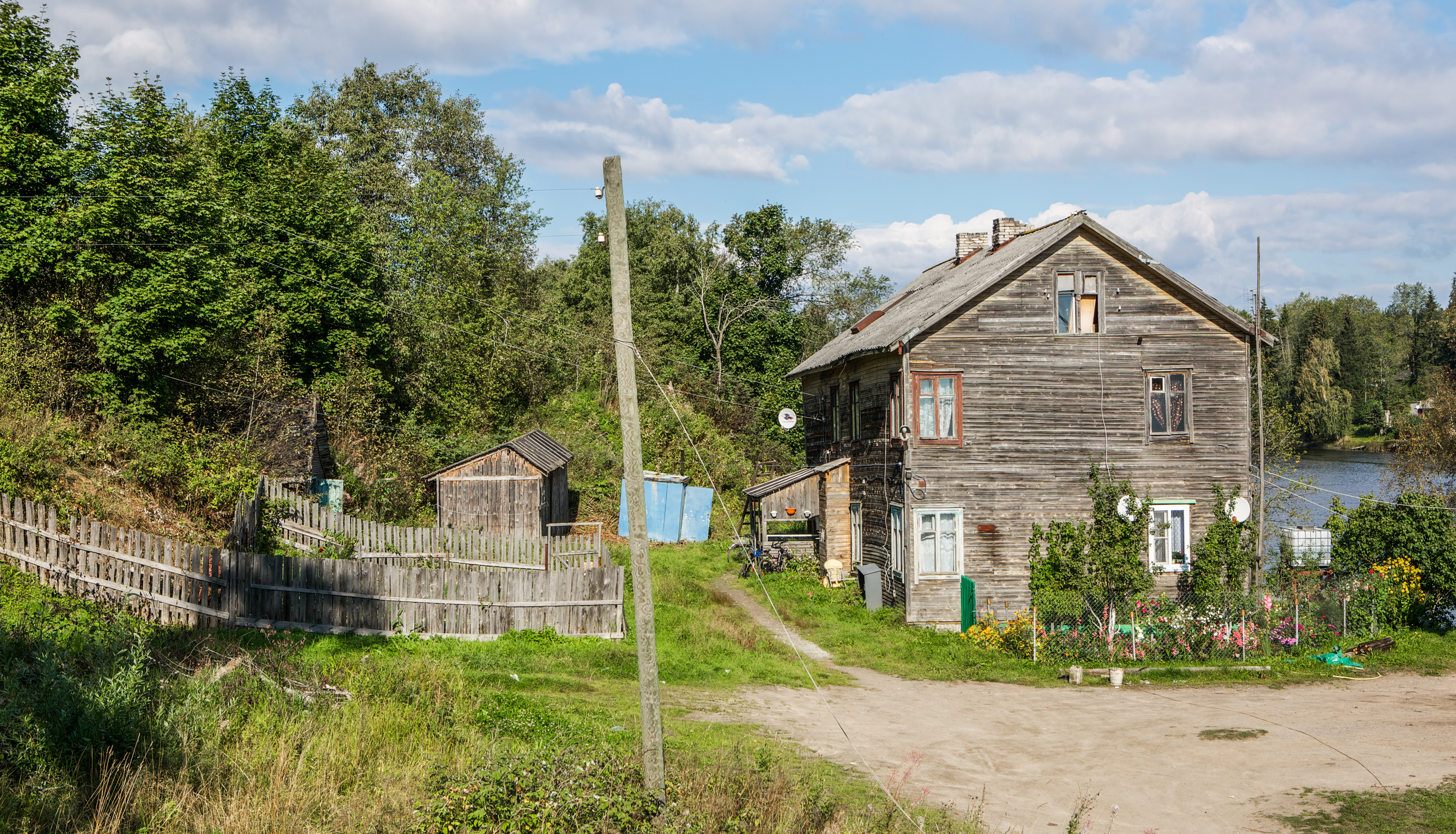
Maison à Lessogorski, 2014